# Tianhe Stadium
Tianhe Stadium (kinesiska: 天河体育场) är en kinesisk idrottsarena belägen i Tianhe-distriktet i östra Guangzhou. Arenan har en kapacitet på 58 500 åskådare och är hemmaarena åt Guangzhou Evergrande i Chinese Super League.
Tianhe Stadium byggdes mellan 1984 och 1987 av Guangzhous stad och provins för att användas till huvudarena under de allkinesiska spelen 1987. Bygget inleddes den 4 juli 1984 på ett stort öppet område som tidigare hade använts som flygplats. Området runt arenan bebyggdes under sent 1980-tal och tidigt 1990-tal med rekreationsområden, kontor och kommersiella fastigheter.
Arenan användes till öppnings- och avslutningsceremonierna under Fotbolls-VM för damer 1991 och finalen spelades på arenan. 2001 stod Tianhe Stadium återigen värd för de allkinesiska spelen och 2009 renoverades arenan för att kunna användas som huvudarena under asiatiska spelen 2010.
Tianhe Stadium har varit värd för finalen i AFC Champions League två gånger, 2013 och 2015. Kinas herrlandslag i fotboll har även spelat vänskapsmatcher på arenan.